# Mirror, Mirror (pel·lícula de 1990)
Mirror, Mirror és una pel·lícula de terror sobrenatural estatunidenca de 1990 dirigida per Marina Sargenti, basada en un guió d'Annette Cascone i Gina Cascone. És protagonitzada per Karen Black, Rainbow Harvest, Yvonne De Carlo i William Sanderson. La pel·lícula segueix una adolescent marginada que es troba atreta per un mirall antic que va quedar a la casa on s'han mudat ella i la seva mare. La banda sonora es va publicar el 1990 a través d'Orphan Records.
Tres seqüeles van seguir el 1994, 1995 i 2000. La pel·lícula ha desenvolupat un culte en els anys des del seu llançament.

## Argument
A l'Iowa dels anys cinquanta, Mary Weatherford sacrifica la seva germana Elizabeth davant d'un gran mirall, apunyalant-la fins a la mort en un llit. Dècades més tard, Megan Gordon, una adolescent tímida gòtica, es trasllada de Los Angeles a una petita ciutat amb la seva mare, recentment vídua, Susan. A la seva nova habitació, Megan troba el gran mirall a la cantonada que van deixar els propietaris anteriors. Emelin, la subhastadora encarregada de la neteja de la casa, troba un conjunt de diaris que descriuen l'aparent possessió del mirall per una força demoníaca capaç de concedir desitjos.
A la seva nova escola, Megan és provocada sense pietat pels seus companys, a part de l'amable Nikki, així com pel guapo i atlètic Ron. Charleen, una assetjadora que es presenta a presidenta de la classe contra Nikki, ràpidament ataca Megan. Mentrestant, Megan és atreta pel mirall de la seva habitació, i es veu afectada per incidents estranys a casa; el gos de la seva mare mor misteriosament, rep la visita d'una espantosa aparició del seu pare mort i el mirall comença a degotar sang inexplicablement. La Megan es convenç que el mirall és el responsable d'una sèrie de desgràcies que impliquen els que l'envolten, com ara una hemorràgia nasal massiva a la cafeteria per part de la Charleen i un atac d'asma greu per part del seu professor, el Sr. Anderson, durant la classe.
En adonar-se dels poders del mirall, la Megan comença a aprofitar-los ella mateixa, utilitzant-los per manipular a Jeff, l'interès amorós de la Charleen, perquè s'enamori d'ella. Quan Jeff atura una trobada sexual, el dimoni del mirall l'assassina brutalment abans de fer desaparèixer el seu cos. L'endemà, l'Emelin intenta recuperar el mirall de la casa mentre Megan i Susan són fora, però les seves mans queden misteriosament empalades, cosa que la porta a fugir. Quan la Nikki perd la cursa del consell estudiantil contra la Charleen, la Megan aprofita els poders del mirall per cremar la Charleen fins a la mort a les dutxes del vestidor de les noies, abans de matar l'amiga de la Charleen, la Kim, en un bany.
La Nikki s'incomoda pel canvi de personalitat de Megan i s'altera quan Megan suggereix que la va "ajudar" a usurpar la presidència de la classe. Nikki es reuneix amb la Sra. Perfili, l'agent immobiliària local, i l'Emelin per preguntar-li sobre la història de la casa de la Megan i el mirall. L'Emelin revela el contingut dels diaris a la Nikki i explica que la Mary Weatherford va sacrificar la seva germana davant del mirall fa dècades amb l'esperança d'apaivagar-lo. Després que la Nikki marxi, l'Emelin és empalada fins a la mort amb un fragment de vidre a la seva botiga d'antiguitats.
Aquella nit, Ron és atacat per un doble de la Nikki a casa seva i brutalment assassinat. Després de trobar el cos d'en Ron, Nikki rep una trucada de Megan demanant-li que vagi a casa seva. Mentrestant, Susan té la mà destrossada al triturador d'escombraries de la cuina i s'assassina fins a la mort, cosa que fa que la Megan es giri contra el mirall. La Nikki arriba armada amb una daga i intenta trencar el mirall, però aquest s'hi resisteix. Ella i Megan intenten fugir mentre un torrent de vent omple la casa, però no aconsegueixen escapar. Megan se sacrifica al mirall, posant així fi al seu regnat de terror. Nikki invoca el mirall, suplicant-li que restableixi les coses com eren abans. Es desperta a l'habitació al llit, amb una daga a la mà, amb el cadàver de Megan a sota, en la mateixa posició que Mary Weatherford, després d'haver estat sotmesa a un aparent bucle temporal. El dimoni es mostra al mirall abans de retirar-se, i Nikki el tapa amb por amb un llençol.

## Repartiment
- Rainbow Harvest com a Megan Gordon
- Karen Black com a Susan Gordon
- Yvonne De Carlo com a Emelin
- William Sanderson com a Sr. Veze
- Kristin Dattilo com a Nikki Chandler
- Ricky Paull Goldin com a Ron
- Charlie Spradling com a Charleen Kane
- Tom Bresnahan com a Jeff
- Dorit Sauer com a Kim
- Ann Hearn com a Sra. Perlili
- Stephen Tobolowsky com a Sr. Anderson
- Pamela Perfili com a professora d'educació física
- Scott Campbell com a Class Smart Aleck
- Traci Lee Gold com a Mary Weatherworth
- Michelle Gold com a Elizabeth Weatherworth

## Producció
La pel·lícula (inicialment titulada "The Black Glass") es va rodar a Los Angeles, i originalment estava previst que Zelda Rubinstein hi aparegués. El repartiment i l'equip tècnic eren aproximadament un seixanta per cent de dones. The film's production company, Orphan Eyes, was based in Detroit, Michigan.

## Estrena
Mirror, Mirror es va projectar als cinemes al Festival de Cinema de Canes el maig de 1990 i es va estrenar als cinemes dels Estats Units el 31 d'agost d'aquell any, i es va estrenar per primera vegada a Detroit. També es va projectar al Festival Internacional de Cinema de Chicago el 19 d'octubre de 1990.

### Recepció crítica
La recepció general de la pel·lícula ha estat mixta i positiva, amb Entertainment Weekly donant a Mirror, Mirror una qualificació de "B−". Al seu llibre Generation Multiplex, Timothy Shary va anomenar Mirror, Mirror com "una de les millors pel·lícules de terror per a adolescents en general" i la va qualificar com un exemple de "la tirania de la popularitat adolescent". Creature Features va criticar la pel·lícula, donant-li dues estrelles i criticant-la com un "compendi de clixés".
A l'agregador de ressenyes d'Internet Rotten Tomatoes, la pel·lícula té una taxa d'aprovació del 80% basada en 5 ressenyes.

### Mitjans domèstics
La pel·lícula es va estrenar en DVD el 28 d'octubre de 2000 per Anchor Bay Entertainment. El 6 de març de 2004 es va reeditar com a part d'un conjunt de quatre pel·lícules amb les tres seqüeles de la pel·lícula, anomenat "Mirror, Mirror Collection", també d'Anchor Bay. El conjunt estava empaquetat en una funda reflectant d'alumini. Ambdues edicions estan descatalogades. Dark Force Entertainment va estrenar la pel·lícula per primera vegada el 4K UHD Blu-ray al maig de 2024.

## Banda sonora
La banda sonora de Mirror, Mirror es va publicar en CD a través d'Orphan Records el 1990. Jimmy Lifton va compondre i interpretar les pistes orquestrals de la pel·lícula, i la pel·lícula també inclou cançons de Scott Campbell, Jim Walker i Gene Evaro.

### Llista de cançons
| Núm. | Títol                                | Intèrpret      | Durada |
| ---- | ------------------------------------ | -------------- | ------ |
| 1.   | «The Fury»                           | Jimmy Lifton   | 1:25   |
| 2.   | «A Theme Within»                     | Jimmy Lifton   | 1:49   |
| 3.   | «Emelin, An Introduction»            | Jimmy Lifton   | 1:36   |
| 4.   | «A Premonition»                      | Jimmy Lifton   | 1:49   |
| 5.   | «Prelude to a Friend»                | Jimmy Lifton   | 1:05   |
| 6.   | «The Story Unfolds»                  | Jimmy Lifton   | 2:49   |
| 7.   | «A Tail is Tolled»                   | Jimmy Lifton   | 0:59   |
| 8.   | «Daddy»                              | Jimmy Lifton   | 3:12   |
| 9.   | «A Sculpture Waltz»                  | Jimmy Lifton   | 1:50   |
| 10.  | «Pages Revealed»                     | Jimmy Lifton   | 1:34   |
| 11.  | «The Birth»                          | Jimmy Lifton   | 3:06   |
| 12.  | «Ghosts Do Not Exist»                | Jimmy Lifton   | 2:36   |
| 13.  | «The Seduction»                      | Jimmy Lifton   | 3:06   |
| 14.  | «Megan's Room»                       | Jimmy Lifton   | 3:08   |
| 15.  | «Variation of a Changeling»          | Jimmy Lifton   | 0:54   |
| 16.  | «The View From Within»               | Jimmy Lifton   | 1:22   |
| 17.  | «The Day Is Long»                    | Jimmy Lifton   | 1:07   |
| 18.  | «Control»                            | Jimmy Lifton   | 2:03   |
| 19.  | «A Plan»                             | Jimmy Lifton   | 1:57   |
| 20.  | «The Storm»                          | Jimmy Lifton   | 2:25   |
| 21.  | «And the Door Opens»                 | Jimmy Lifton   | 1:52   |
| 22.  | «A Theme Finale»                     | Jimmy Lifton   | 2:21   |
| 23.  | «To the Other Side»                  | Jimmy Lifton   | 1:41   |
| 24.  | «In My Arms»                         | Jim Walker     | 2:38   |
| 25.  | «Touching You At Night»              | Jimmy Lifton   | 5:12   |
| 26.  | «Calling Your Name»                  | Jimmy Lifton   | 4:10   |
| 27.  | «I Am An Accident Waiting to Happen» | Scott Campbell | 3:21   |
| 28.  | «Oh What a Love, Oh What a Life»     | Gene Evaro     | 4:50   |

## Seqüeles
Mirror, Mirror va ser seguida per tres seqüeles, Mirror, Mirror II: Raven Dance (1994), Mirror, Mirror III: The Voyeur (1995), i Mirror, Mirror IV: Reflection (2000). La recepció de les seqüeles va ser majoritàriament negativa, amb lOrlando Sentinel criticant Raven Dance per "reflectir malament el clàssic original". William Sanderson va ser l'únic actor de la primera pel·lícula que va tornar per a la segona, tot i que en un paper diferent. La segona pel·lícula va incloure una aparició cinematogràfica primerenca de Mark Ruffalo.